# Mont Arapiles
Le mont Arapiles est une formation rocheuse culminant à 369 m d'altitude au-dessus des plaines de Wimmera dans l'ouest du Victoria en Australie. Il se trouve approximativement à 10 km de Natimuk, et fait partie du parc national du mont Arapiles-Tooan. C'est une destination très populaire auprès des grimpeurs à cause de la quantité et de la qualité des ascensions possibles. Avec le tout proche Parc national des Grampians, le mont Arapiles est un des tout premiers sites d'escalade d'Australie. Le nom aborigène pour Arapiles est Djurite.

## Géographie

### Géologie
Le mont Aripiles est composé principalement de quartzite, une roche métamorphique, qui était à l'origine du grès. La compression tectonique soumit la roche à un intense échauffement et à une pression considérable, provoquant la fusion des grains de quartz et du ciment siliceux en un minéral unique, qui prit une teinte rouge-orange à cause des traces d'oxyde de fer et diverses autres impuretés.

### Faune et flore
Le mont Arapiles et son voisinage immédiat abritent approximativement 14 % de toutes les espèces végétales de l'État. Au printemps, les fleurs sauvages sont particulièrement remarquables.
Tiliqua rugosa, appelé localement Stumpytail (« grosse queue »), est communément observé dans le parc au printemps, en été et en automne. Ce reptile indolent se nourrit d'insectes, de fleurs et de fruits, et il est inoffensif pour l'homme.
De nombreux kangourous fréquentent le bush autour d'Arapiles. Afin de préserver leur habitat, beaucoup de pistes secondaires ont été fermées, pour permettre la revégétalisation. Maintenant, seules les pistes principales sont en service, particulièrement autour des lieux de camping.
Le faucon pèlerin, répandu dans le monde entier, peut être souvent observé autour du mont Arapiles. C'est un des oiseaux de proie les plus rapides et les plus meurtriers au monde, qui a beaucoup souffert des insecticides. Pour cette raison, il est considéré comme menacé au Victoria. Comme toutes les espèces végétales et animales du parc, il est totalement protégé. Il arrive qu'un couple de faucons niche sur le mont, et les grimpeurs préviennent généralement le gardien du parc, quand le nid est proche des parcours d'escalade.

## Histoire

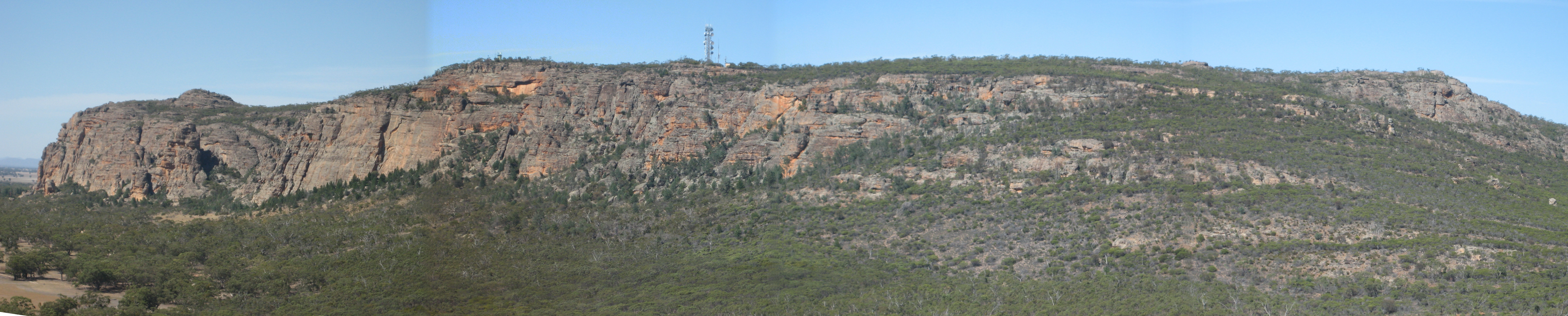
Le mont Arapiles

Le clan aborigène des Djurid Balug habitait la région des milliers d'années avant la colonisation européenne de l'Australie. Les Aborigènes utilisaient le grès dur de la montagne pour fabriquer divers outils en pierre, et  les ravins et les petites cavernes leur fournissaient des abris. À la suite de la colonisation européenne, au milieu des années 1840, les Djurid Balud furent déplacés de cette région, ce qui provoqua l'éclatement du clan. La perte des ressources prodiguées par la montagne, les ravages occasionnés par les maladies européennes et les conflits armés avec les colons contribuèrent aussi à cet éclatement. Au début des années 1870, les derniers Djurid Balud furent remis à des missions. Quelques-uns de leurs descendants vivent toujours dans la région et il existe encore là un certain nombre de sites archéologiques. En effet, une étude réalisée en 1992 sur le mont Arapiles a localisé pas moins de 42 sites archéologiques aborigènes, y compris des « carrières », d'où était extrait le grès, des arbres scarifiés et des sites d'art rupestre.
La colonisation européenne amena aussi avec elle de nombreux explorateurs, qui cartographièrent ces nouvelles contrées. La première ascension répertoriée du mont Arapiles se fit le 23 juillet 1836 par le major Thomas Mitchell. Il lui donna le nom d'Arapiles en souvenir des collines, près de Salamanque, Espagne, où se déroula la bataille des Arapiles, à laquelle Mitchell prit part.

« C'est certainement une portion remarquable de la surface terrestre, qui ressemble plutôt à celle de la lune, vue à travers un télescope. »

— Thomas Mitchell, Journal
Une plaque, nommée avec propos Plaque Rock », rappelant la contribution de Mitchell à cette région, se trouve près des terrains de camping actuels.

## Activités

### Installations touristiques
Il y a plusieurs aires de camping à Arapiles :
- le Centenary Park Campground (appelé aussi The Pines) ;
- le Yellow Gums (appelé aussi The Gums) ;
- le North Campground.

The Pines est ouvert toute l'année, et est de loin le plus populaire. Il possède de nombreux foyers en libre disposition, mais le bois doit venir de l'extérieur du parc. The Gums est souvent utilisé le week-end par des groupes scolaires, et le camping ne fonctionne que lorsqu'il y a beaucoup de monde, tandis que le North Campground est fréquenté plutôt par les touristes. Le parc est géré par l'agence gouvernementale « Parks Victoria ». Il possède un bloc sanitaire, un réservoir d'eau de pluie et une installation pour laver la vaisselle. Il y a aussi de l'eau de forage, mais Parks Victoria conseille aux campeurs d'amener leur propre eau, car il peut en manquer, particulièrement pendant les étés très secs. Le terrain de camping, essentiellement occupé par les grimpeurs, coûte 2 AU$. Le paiement, non contrôlé, fait confiance à l'honnêteté des utilisateurs. Les sommes collectées aident à maintenir le parc en état.
Il y a autour de la montagne un certain nombre de parkings automobiles, permettant un accès plus facile à des endroits, que certains considéreraient comme trop éloignés à pied. De tels parkings existent à Bushranger Bluff, à Declaration Crag, et à Mitre Rock. On peut aussi se garer le long de la route d'accès nord, près des voies d'escalade The Pharos et Watchtower Faces. Il y a également deux parkings au sommet, qui sont utilisés autant par les touristes que par les grimpeurs.
Il y a un abri pour pique-nique pour les visiteurs, ainsi qu'un téléphone public et un panneau d'information. Ce panneau présente brièvement l'histoire de la région, fournit des renseignements sur les activités possibles dans la zone, et donne des conseils sur la flore et la faune locales. Un relais Telstra fournit une couverture pour les téléphones mobiles, bien qu'il faille marcher quelques centaines de mètres vers la route pour obtenir une réception correcte.

### Escalade
Bien que l'on puisse rejoindre le sommet à pied par de nombreux chemins, dont un qui ressemble à une via ferrata, la plupart des ascensionnistes préfèrent emprunter un des milliers d'itinéraires verticaux vers le sommet. Depuis l'avènement de l'escalade moderne, des milliers de voies ont été répertoriées. Le système de cotation Ewbank est utilisé au mont Arapiles en particulier et en Australie en général.

#### Historique
Le mont Arapiles fut considéré pour la première fois comme un lieu d'escalade récréative en septembre 1963, lorsque Bob et Steve Craddock se rendirent à Mitre Rock, après l'avoir vu dans un guide touristique, et se rendirent compte que leur destination était éclipsée par le mont Arapiles. Il s'écoula un certain nombre de semaines et de visites, avant qu'une escalade fût réellement tentée, puisque les premières furent effectuées en novembre 1963, sur ce qui s'appelle maintenant The Pinnacle Face. Le groupe pionnier était constitué des Craddock, de Doug Angus, de Peter Jackson, et de Greg Lovejoy, qui se séparèrent en deux, chaque sous-groupe revendiquant une voie le même jour. De nombreuses voies d'escalade furent ouvertes les jours et les semaines suivantes, dont le classique Tiptoe Ridge (5). En 1964, Steve Craddock et son père Bob fabriquèrent grâce à une Ronéo scolaire le premier guide d'escalade d'Arapiles, recensant 15 voies.
En mars 1965, deux importantes voies d'escalade furent mises en place: The Bard (12) et Watchtower Crack (16). Ces escalades furent effectuées le même jour, et sont toujours considérées comme des classiques, faisant l'objet de multiples ascensions quotidiennes. L'activité s'accrut régulièrement, et en août 1966, Mike Stone et Ian Speedie firent paraître le second guide, Mt Arapiles. C'était le premier guide cartonné d'Australie, et il comportait 108 escalades. Le reste des années 1960 vit l'ouverture de nombreux autres parcours de difficulté croissante, dont beaucoup comprenaient des points d'aide, l'accent étant mis sur la sécurité. « Monter jusqu'en haut ... en restant vivant », en escalade libre ou pas.
Le début des années 1970 vit une accalmie à Arapiles, car l'attention s'était portée sur les  monts Grampians et le mont Buffalo. L'intérêt pour le mont Arapiles reprit à la fin de 1973, avec de nombreux parcours impressionnants réalisables avec un peu d'aide. Comme de nouveaux niveaux étaient continuellement créés, ces voies apportèrent un sentiment d'accomplissement. En 1975, un visiteur américain, Henry Barber, commença à ne conserver sur ces voies qu'un minimum de protection. Ce jeune homme de 21 ans fit une forte impression à Arapiles, et sa visite marqua une étape importante dans l'escalade australienne. Les grimpeurs s'employèrent dès lors à dégager leurs nouvelles voies, au lieu d'être contents d'y laisser des points d'aide.
Le récit des exploits de Barber se répandit, attirant à Arapiles de nouveaux et jeunes grimpeurs. Ce groupe fut nommé plus tard The New Wave (« la nouvelle vague »). Pendant le reste des années 1970 et le début des années 1980, ils ouvrirent des dizaines de voies dans les niveaux 20-25. Des gens comme Kim Carrigan, Mike Law et Mark Moorhead contribuèrent à introduire un certain nombre d'escalade de niveau 26+, même si les deux derniers ne classèrent pas souvent avec justesse leurs voies, les sous-évaluant bien souvent. Cette sous-évaluation consciente, appelée sandbagging (« incitation »), est toujours pratiquée dans l'escalade australienne, mais moins qu'autrefois.
En avril 1985, l'ascension du grimpeur allemand, Wolfgang Güllich, dans le Punks in the Gym fut un exploit majeur. La voie s'attaque de plein front à un mur vierge, d'un orange séduisant, donnant à Arapiles une couverture médiatique internationale. À l'époque, cette ascension fut classée 32, et était l'escalade la plus difficile au monde, définissant un nouveau niveau de difficulté. À la suite du triomphe de Güllich, un certain nombre de voies de difficulté similaire furent ouvertes, bien qu'aucune ne soit aussi impressionnante que ce « plus facile chemin pour monter ». Le fait que Punks in the Gym soit rarement martelée revient souvent dans les histoires. Au début des années 1990, un grimpeur qui était incapable de passer a fixé une prise avec de la colle. Cette prise collée demeure de nos jours.
Arapiles est toujours une destination prisée pour l'escalade, certains visiteurs y faisant des séjours de plusieurs mois. Le temps chaud, l'accessibilité, la quantité et la qualité des escalades ont contribué à maintenir la popularité de ce site aussi bien parmi les grimpeurs locaux que parmi les autres australiens et les étrangers.

#### Philosophie
Le mont Arapiles est considéré comme une zone d'escalade en terrain d'aventure, où les grimpeurs placent leurs propres protections, et les retirent après être passés. C'est pourquoi la vaste majorité des escalades s'effectue avec des protections amovibles, comme des bicoins, des coinceurs mécaniques ou des Roland Pauligk.
Contrairement à ce que l'on croit souvent, le mont Arapiles permet également l'escalade sportive. En effet, beaucoup des voies les plus intéressantes du pays se trouvent dissimulées dans un ravin frais ou le long d'une superbe face orange. Il n'y a cependant pas beaucoup de voies sportives inférieures au niveau 23. On peut trouver des voies équipées à Dec Crag, à Flight Wall et aux alentours, à Skyline Walls, The Bluffs, à Strolling Wall, à Castle Crag, The Pharos, à Yesterday Gully, à Doggers Gully et à Poosticks Wall.
Beaucoup de voies à Arapiles possèdent des points de descente, aussi peut-on y accéder par en dessus ou par une voie plus facile. C'est une solide tradition remontant aux années 1980 d'adapter une voie à votre niveau et de disposer préalablement des équipements. Il existe beaucoup de voies, comportant un mélange de matériels fixes et naturels, pour lesquelles cette approche convient.
Marteler le roc pour améliorer les prises est considéré comme du vandalisme, et, théoriquement, cela n'est pas toléré. Néanmoins il y a de nombreuses exceptions à cette règle pour des voies comme Steps Ahead, London Calling, 'Sean's route in The Bluffs', Ethiopia, Punks, Lord of the Rings, Wackford direct, Pet Abuse, Slopin' Sleazin' and Cecil B de Mille.

#### Principales voies d'escalade
Declaration Crag et Bushranger Bluff
Très fréquentées par les débutants et les groupes scolaires, à cause d'un certain nombre d'escalades faciles et de l'endroit tranquille.
The Atridae
C'est là que l'on trouve Flight Deck, une collection d'escalades plus difficiles, que l'on peut voir depuis The Pines.
The Organ Pipes
Très fréquentée par les débutants, les groupes scolaires et les habitués, à cause d'innombrables classiques et de la proximité des terrains de camping.
Bard Buttress et Tiger Wall
Bard Buttress est une large colonne qui jouxte Tiger Wall. C'est la structure dominante d'Arapiles pour l'observateur de passage. On y trouve des classiques de longueur variable et la plus longue escalade d'Arapiles.
The Bluffs
Ces deux grands blocs reposent en haut de Tiger Wall et offrent de nombreuses voies classiques, qui satisferont ceux qui collectionnent les sommets.
Castle Crag
Un petit roc isolé à l'opposé de Tiger Wall, qui présente un concentré d'escalades de niveau 20 à 26.
The Pharos
Baptisé en mémoire du Phare d'Alexandrie, c'est une large colonne isolée du corps de la montagne. On y trouve Punks Wall avec le fameux Punks in the Gym (31), qui fut un temps l'escalade la plus difficile au monde, et le Back Wall, qui comporte un petit nombre de classiques plus difficiles.
The Pinnacle Face
C'est là qu'eut lieu la première escalade officielle à Arapiles. On y trouve aussi Tiptoe Ridge (5), une escalade en terrain d'aventure de longueur variée.
The Watchtower Faces
Les faces gauche et droite sont des dalles striées par l'eau, qui encadrent le Watchtower lui-même, un pilier qui s'est séparé de la montagne. Watchtower Crack (16) est une voie impressionnante qui suit la fissure séparant Watchtower de la face droite.
The Northern Group
Il y a un certain nombre de remparts remarquables dans cette voie, comme Henry Bolte Wall, une voie d'escalade sportive, et Kachoong Cliffs, où se trouve Kachoong (21), un surplomb fameux.
Mitre Rock
Un affleurement isolé au nord d'Arapiles. Il y a là d'excellentes voies faciles, et c'est une destination prisée pour une sortie d'une journée.
Une mise à jour d'Arapiles a commencé en mars 2009, pour prendre en compte les voies nouvelles ou modifiées depuis la publication du guide de 2008.

#### Bloc
Il y a un certain nombre de blocs éparpillées autour d'Arapiles, qui peuvent satisfaire tous les niveaux. Deux voies proches du camp sont : Krondorf Area et le Golden Streak Area. On y rencontre souvent du monde en fin d'après-midi et en début de soirée, quand les journées d'escalade ont pris fin.